# Concorso internazionale Čajkovskij

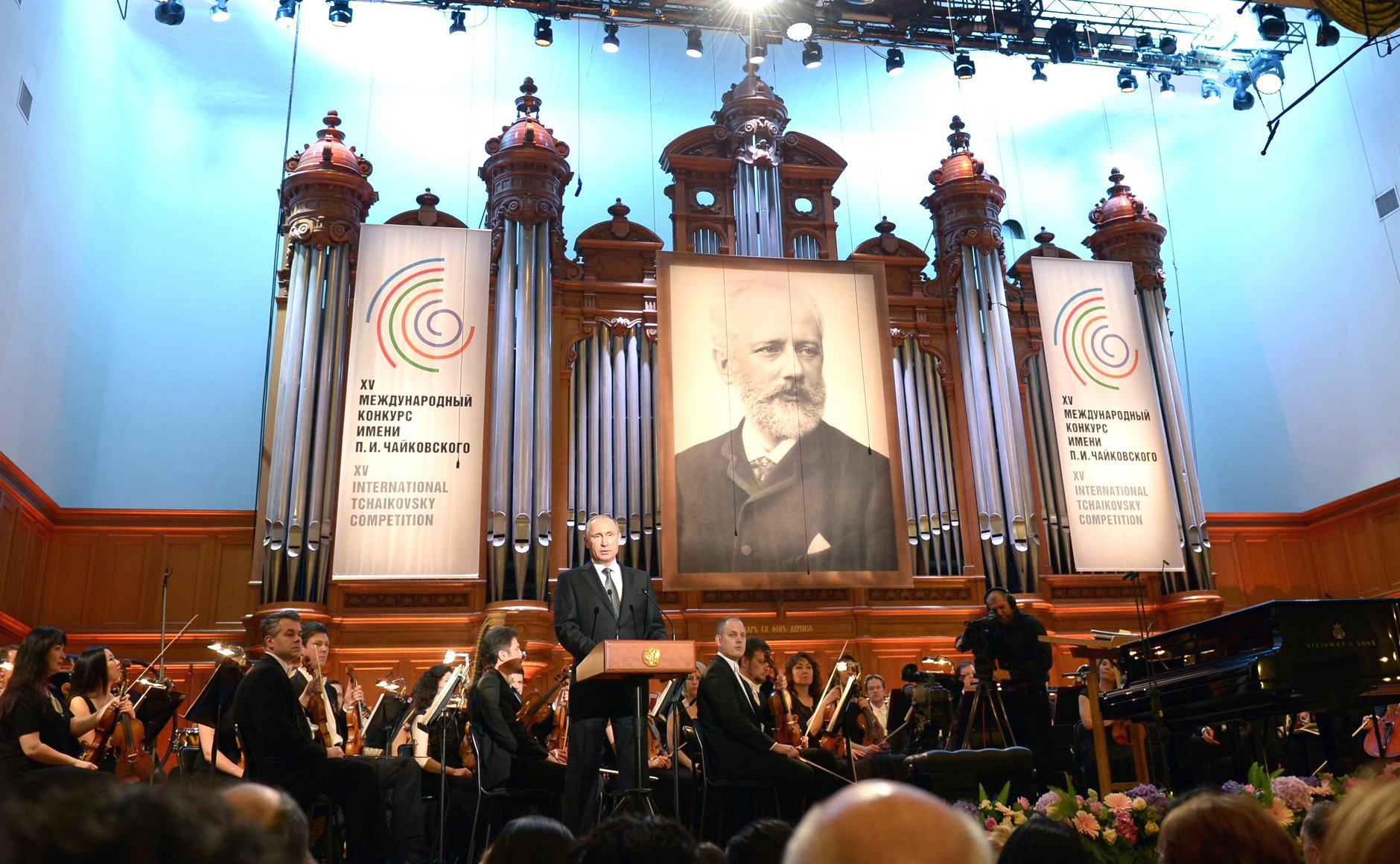
Vladimir Putin al concerto di gala dei vincitori della XV edizione (2015).

Il Concorso internazionale Čajkovskij è uno dei più prestigiosi concorsi per musicisti classici al mondo. Intitolato al grande compositore russo Pëtr Il'ič Čajkovskij, ha luogo a Mosca ogni quattro anni a partire dal 1958, anno della sua fondazione.

## Storia
In origine, il concorso era destinato ai soli pianisti e violinisti. A partire dalla seconda edizione (1962) vennero ammessi anche i violoncellisti, e dalla terza (1966) i cantanti, suddivisi in uomini e donne. Dall'edizione 2019 sono state aggiunte anche due categorie per gli strumentisti a fiato (legni e ottoni).
Il concorso è organizzato da un comitato di eminenti musicisti russi e gestito dalla Compagnia Statale Russa per i Concerti «Sodružestvo». La giuria è composta da prestigiosi solisti e insegnanti, provenienti da tutto il mondo, integrati spesso da vincitori di edizioni precedenti.
Il concorso si svolge nel mese di giugno ed è composto da tre fasi eliminatorie successive. Vengono premiati i primi sei classificati per ognuna delle tre categorie strumentali storiche (pianoforte, violino, violoncello), i primi quattro classificati tra i cantanti uomini e le prime quattro tra le donne e i primi otto classificati per gli strumenti a fiato. In alcune circostanze i premi non vengono assegnati, oppure vengono assegnati ex aequo a due o più persone.
Tra i suoi presidenti figura il tenore Zurab Lavrent'evič Sotkilava, già insegnante al Conservatorio di Mosca, dove era rimasto fino al 1988, e membro dell'Accademia di Musica di Bologna.

## Albo d'oro
Di seguito, l'elenco dei vincitori del primo premio, per categoria.

### Pianoforte
| Anno | 1º posto                              | 2º posto                                                      | 3º posto                                                     | 4º posto                                 | 5º posto                          | 6º posto                |
| ---- | ------------------------------------- | ------------------------------------------------------------- | ------------------------------------------------------------ | ---------------------------------------- | --------------------------------- | ----------------------- |
| 1958 | Van Cliburn                           | Lev Vlasenko                                                  | Naum Shtarkman                                               | Eduard Miansarov                         |                                   |                         |
| 1962 | Vladimir Ashkenazy (ex-a.) John Ogdon | Susan Starr                                                   | Ėliso Virsaladze                                             | Marina Mdivani                           | Valerij Kamyšov                   | Christian Biyo          |
| 1966 | Grigorij Sokolov                      | Misha Dikhter                                                 | Viktor Eresko                                                | Aleksandr Slobodjanik                    | Edward Auer                       | François-Joël Thiollier |
| 1970 | Vladimir Krajnev (ex-a.) John Lill    | Horacio Gutieres                                              | Arthur Moreira-Lima                                          | Arkadij Sevidov                          | James Tocco                       |                         |
| 1974 | Andrei Gavrilov                       | Stanislav Igolinskij                                          | Jurij Egorov                                                 | András Schiff                            | Dmitrij Alekseev                  | David Lively            |
| 1978 | Michail Pletnëv                       | Andre Laplante                                                | Nikolai Demidenko                                            | Terence Judd                             | Christian Blackshow               | Naum Grubert            |
| 1982 | Non assegnato                         | Peter Donohoe (ex-a.) Vladimir Ovchinnikov                    | Michie Koyama                                                | Dmitrij Gajduk                           | Maria Rovena Arrieta              | Michael Hewston         |
| 1986 | Barry Douglas                         | Natalia Trull                                                 | Irina Plotnikova                                             | Roger Muraro Alexander Tselyakov (ex-a.) | Ivčo Krušev Igor' Ardašev (ex-a.) | Victor Rodríguez        |
| 1990 | Boris Berezovskij                     | Vladimir Miščuk                                               | Kevin Kenner                                                 | Stephen Neyson Prutsman                  |                                   |                         |
| 1994 | Non assegnato                         | Nikolaj Luganskij                                             | Vadim Rudenko                                                | Alexander Gindin Zon U (ex-a.)           | Aleksandr Štarkman                | non assegnato           |
| 1998 | Denis Macuev                          | Vadim Rudenko                                                 | Freddy Kempf                                                 | Sergej Tarasov                           | Maksim Filippov                   | Oleg Poljanskyj         |
| 2002 | Ayako Uehara                          | Aleksej Nabiulin                                              | Jin Ju                                                       | non assegnato                            | Dmitrij Oniščenko                 | non assegnato           |
| 2007 | Non assegnato                         | Miroslav Kultyšev                                             | Aleksandr Lubjancev                                          | Dong Hyek Lim                            | Benjamin Moser                    | Fedor Amirov            |
| 2011 | Daniil Trifonov                       | Yeol Eum Son                                                  | Seong Jin Cho                                                | Alexander Romanovsky                     | Aleksej Černov                    |                         |
| 2015 | Dmitrij Masleev                       | Lukas Geniušas (ex-a.) George Li                              | Daniel Kharitonov (ex-a.) Sergei Redkin                      | Lucas Debargue                           |                                   |                         |
| 2019 | Alexandre Kantorow                    | Mao Fujita (ex-a.) Dmitri Shishkin                            | Konstantin Emelyanov (ex-a.) Kenneth Broberg Alexey Melnikov | An Tianxu                                |                                   |                         |
| 2023 | Sergei Davydchenko                    | George Harliono (ex-a.) Valentin Malinin Angel Stanislav Wang | Stanislav Korchagin (ex-a.) Ilya Papoyan                     | Xuanyi Mao (ex-a.) Suah Ye               |                                   |                         |

### Violino
| Anno | Oro                                                     | Argento                                                            | Bronzo                                                                       |
| ---- | ------------------------------------------------------- | ------------------------------------------------------------------ | ---------------------------------------------------------------------------- |
| 1958 | Valerij Klimov (USSR)                                   | Victor Pikayzen (USSR)                                             | Ștefan Ruha (Romania)                                                        |
| 1962 | Boris Gutnikov (USSR)                                   | Shmuel Ashkenasi (Israele) Irina Bochkova (USSR)                   | Nina Beilina (USSR) Yoko Kubo (Giappone)                                     |
| 1966 | Viktor Tret'jakov (USSR)                                | Masuko Ushioda (Giappone) Oleg Kagan (USSR)                        | Yoko Sato (Giappone) Oleh Krysa (USSR)                                       |
| 1970 | Gidon Kremer (USSR)                                     | Vladimir Spivakov (USSR) Mayumi Fujikawa (Giappone)                | Liana Isakadze (USSR)                                                        |
| 1974 | Non assegnato                                           | Eugene Fodor (USA) Ruben Aharonyan (USSR) Rusudan Gvasaliya (USSR) | Marie-Annick Nicolas (Francia) Vanya Milanova (Bulgaria)                     |
| 1978 | Il'ja Grubert (USSR) Elmar Oliveira (USA)               | Mihaela Martin (Romania) Dylana Jenson (USA)                       | Irina Medvedeva (USSR) Alexandr Vinnitsky (USSR)                             |
| 1982 | Viktorija Mullova (USSR) Sergei Stadler (USSR) ex aequo | Tomoko Kato (Giappone)                                             | Stephanie Chase (USA) Andres Cardenes (USA)                                  |
| 1986 | Ilya Kaler (USSR) Raphaël Oleg (Francia) ex aequo       | Xue Wei (Cina) Maxim Fedotov (USSR)                                | Jane Peters (Australia)                                                      |
| 1990 | Akiko Suwanai (Giappone)                                | Evgeny Bushkov (USSR)                                              | Alyssa Park (USA)                                                            |
| 1994 | Non assegnato                                           | Anastasia Chebotareva (Russia) Jennifer Koh (USA)                  | Graf Murzha (Russia) Marco Rizzi (Italia)                                    |
| 1998 | Nikolai Sachenko (Russia)                               | Latica Honda-Rosenberg (Germania)                                  | Ichun Pan (Cina)                                                             |
| 2002 | Non assegnato                                           | Tamaki Kawakubo (Giappone/USA) Xi Chen (Cina)                      | Tatiana Samouil (Russia)                                                     |
| 2007 | Mayuko Kamio (Giappone)                                 | Nikita Boriso-Glebsky (Russia)                                     | Yuki Manuela Janke (Germania)                                                |
| 2011 | Non assegnato                                           | Sergey Dogadin (Russia) Itamar Zorman (Israele)                    | Jehye Lee (Corea del sud)                                                    |
| 2015 | Non assegnato                                           | Yu-Chien Tseng (Taiwan)                                            | Alexandra Conunova (Moldavia) Haik Kazazyan (Russia) Pavel Milyukov (Russia) |
| 2019 | Sergey Dogadin (Russia)                                 | Marc Bouchkov (Belgio)                                             | Donghyun Kim (Corea del sud)                                                 |
| 2023 | Gyehee Kim (Corea del sud)                              | Ravil Islyamov (Russia)                                            | Daniil Kogan (Russia) Chaowen Luo (Cina) Elena Tarosyan (Russia)             |

### Violoncello
- 1962: Natalija Šachovskaja
- 1966: Karine Georgyan
- 1970: David Geringas
- 1974: Boris Pergamenščikov
- 1978: Nathaniel Rosen
- 1982: Antonio Meneses
- 1986: Mario Brunello Kirill Rodin
- 1990: Gustav Rivinius
- 1994: Primo, secondo e terzo premio non assegnati (Eileen Moon e Georgi Gorjunov vincono il quarto premio ex aequo)
- 1998: Denis Šapovalov
- 2002: Primo premio non assegnato (Johannes Moser vince il secondo premio)
- 2015: Andrei Ionuț Ioniță
- 2019: Zlatomir Fung

### Cantanti (uomini)
- 1966: Vladimir Atlantov
- 1970: Evgenij Nesterenko
- 1974: Ivan Ponomarenko
- 1978: Primo premio non assegnato (Valentin Pivovarov e Nikita Storozhev secondo premio ex aequo)
- 1982: Paata Burchuladze
- 1986: Grigorij Gricjuk
- 1990: Hans Choi
- 1994: Yuan Cheng-ye
- 1998: Besik Gabitashvili
- 2002: Michail Kazakov
- 2015: Ariunbaatar Ganbaatar
- 2019: Alexandros Stavrakakis

### Cantanti (donne)
- 1966: Jane Marsh
- 1970: Elena Obrazcova
- 1974: Primo premio non assegnato (Lyudmila Sergienko, Sylvia Sass e Stefka Evstatieva, secondo premio ex aequo)
- 1978: Ljudmila Šemčuk
- 1982: Lidija Zabiljasta
- 1986: Natalija Erasova
- 1990: Deborah Voigt
- 1994: Marina Lapina (Hibra Gerzmawa ottiene un premio speciale)
- 1998: Mieko Sato
- 2002: Aitalina Afanaseva-Adamova
- 2015: Yulia Matochkina
- 2019: Maria Barakova

### Legni
- 2019: Matvey Demin (flauto)

### Ottoni
- 2019: Yun Zeng (corno) e Aleksey Lobikov (trombone) ex aequo